# Jenny von Rahden
Jenny von Rahden (* im 19. Jahrhundert in Breslau als Eugenie Weiss; † Juni 1921 in Neuilly-sur-Seine) war eine deutsche Kunstreiterin, Schriftstellerin und Sängerin.

## Leben
Jenny von Rahden stammte aus einer wohlsituierten Familie in Breslau, die jedoch ihr Vermögen verlor, als die Tochter siebzehn Jahre alt war. Diese weigerte sich, im Zuge dieser Notlage schnell verheiratet zu werden, und bestand darauf, Schulreiterin zu werden, nachdem sie erfahren hatte, welche enormen Summen man als solche verdienen konnte. Diese Information stammte offenbar aus dem Umkreis des Zirkus Renz, der damals gerade in Breslau gastierte.
Als kleines Mädchen hatte sie bereits Reitunterricht erhalten. Nach ihrem Entschluss, mit der Reiterei Geld zu verdienen, absolvierte sie ein zweimonatiges Training bei dem bekannten Reitlehrer Gaike. Aus den Überresten des mütterlichen Vermögens wurden drei Pferde angeschafft und die junge Frau bewarb sich alsbald bei den renommiertesten Zirkusunternehmen ihrer Zeit. Ihr erstes Engagement erhielt sie beim Zirkus Salamonsky in Riga. Sie hatte zwar Erfolg beim Publikum, erhielt aber von ihren Arbeitgebern keine Bezahlung und musste ihnen schließlich eines ihrer drei Pferde verkaufen, um sich sowie ihren Vater und ihre Tante, die mit ihr reisten, ernähren zu können. Ein Journalist der Gazetta de Duna setzte sich schließlich für sie ein. Nachdem eine ganze Artikelserie über die junge Reiterin erschienen war, entschlossen sich die Salamonskys doch noch, ihr die Bezahlung nicht länger vorzuenthalten. Dennoch verließ sie so bald wie möglich dieses Unternehmen und wechselte zu Andro Ciniselli nach St. Petersburg. Dort lernte sie ihren künftigen Ehemann kennen, Leutnant Oscar-Wladimir de Rahden (* 19. Dezember 1861). Obwohl sich ihre Familie der Heirat widersetzte, wurde die Ehe geschlossen, woraufhin Jenny von Rahdens Vater sie voller Wut verließ und nach Breslau zurückkehrte. Erst nach dem Tod der Tante wandte er sich seiner Tochter wieder zu.
Oscar-Wladimir de Rahden verlangte von seiner jungen Frau, die Arbeit im Zirkus aufzugeben, doch Jenny von Rahden erklärte, diesen Beruf so lange ausüben zu wollen, bis sie finanziell gesichert sei. Diese Meinungsverschiedenheit führte zu zahlreichen Krisen in ihrer Ehe, doch begleiteten ihr Mann und nach wie vor ihre Tante sie auch zu den nächsten Engagements, die zum Zirkus Busch in Kopenhagen, nach Paris und dann nach Mailand führten, wo die Tante starb. Jenny von Rahden feierte Erfolge, konnte jedoch ihr Ziel, ein Vermögen anzusammeln, nicht erreichen. Unter anderem ging ein Zirkus, der Cirque Cooke, bankrott, ehe sie ihre Gage erhalten hatte.
Von Rahdens berühmtester, aber von Fachleuten getadelter Trick war, das Pferd zum Steigen zu bringen und sich dann, im Damensattel sitzend, so weit zurückzubeugen, dass sie mit dem Kopf den Pferdekörper berührte. Baron de Vaux kritisierte sie dafür in seinem 1893 erschienenen Standardwerk über die Schulreiterei ebenso wie in einer Kritik ihrer Auftritte beim Nouveau Cirque. Seiner Meinung nach hatten solche Waghalsigkeiten nichts mit wirklicher Reitkunst zu tun. Auch in Portugal wurde von Rahden für ihre Effekthascherei gescholten. Als ein Konkurrent aber bei demselben Trick stürzte und sich eine ernsthafte Verletzung zuzog, erhöhte dies nur noch die Anziehungskraft von Rahdens Vorführungen. In Die Dressur der Thiere im Circus kommentierte der Übersetzer dieses ursprünglich in französischer Sprache erschienenen Buches: „Die Baronin von Rahden [...] war schon, als sie noch „Jenny Weiß“ hieß, als tüchtige Reiterin bekannt [...] sie hat sich seitdem vielfach auch in Deutschland mit der Schecke „Czardas“ vor den Coulissen gezeigt: Czardas macht die Cabrade sehr schön, und das Hintenüberlegen seiner kühnen Reiterin genirt ihn wenig – allein er hat sich schon einige Male überschlagen. Bis jetzt ist es noch immer gut abgelaufen.“
Von Portugal reiste Jenny von Rahden weiter nach Spanien. Dort wurde ihr ein eigener Zirkus eingerichtet, der aber aus Rentabilitätsgründen bald wieder geschlossen werden musste. Jenny von Rahden begab sich weiter nach Frankreich. Dort kam es in Clermont-Ferrand zu einer Auseinandersetzung ihres Ehemannes mit einem Stalker, der Jenny von Rahden schon seit Jahren hinterhergereist war und sie bedrängt hatte. Oscar-Wladimir von Rahden erschoss diesen Mann namens Freddy Castenschiold und wurde daraufhin inhaftiert. Dennoch musste Jenny von Rahden ihr Engagement in Clermont-Ferrand erfüllen.
Danach reiste sie weiter nach Paris, wo sie in Variétés und Theatern auftrat, zunächst in den Folies Bergère. Die Umstellung auf die neuen Arbeitsbedingungen – die Pferde mussten unter anderem nun auf einem oft verrutschenden Teppich statt in der gewohnten Zirkusarena auftreten – war schwierig, und erst ein gefährlicher Sturz zog das Publikum an und sorgte für eine Verlängerung des Engagements.
Nachdem Oscar-Wladimir von Rahden am 8. Dezember 1893 freigesprochen worden war, zog das Paar weiter nach Berlin, wo Jenny von Rahden zwei Monate lang im Apollo-Theater auftrat. Danach tourte sie durch Deutschland, bis ihr Mann eine Stelle antreten konnte, die mit einem so guten Einkommen verbunden war, dass Jenny von Rahden seinem Drängen, endlich ihren Beruf aufzugeben, nachzugeben bereit war. Doch kaum hatte sie sich dazu entschlossen, als ihr Mann überraschend starb. Jenny von Rahden war dadurch gezwungen, die Kunstreiterei weiter zu betreiben, obwohl sie nach dem Verlust ihres Gatten verzweifelt und demotiviert war. Sie tourte von Prag über Wiesbaden, London und Madrid nach Nizza. Dort erlitt sie einen körperlichen Zusammenbruch, in dessen Folge sie erblindete.
Da der Zirkusdirektor in Nizza auf der Einhaltung des Vertrags bestand, beschloss Jenny von Rahden, trotz ihrer Erblindung in der Manege aufzutreten, und zwar auf ihrem Lieblingspferd Csárdás. Dieses Tier, auf dem sie schon ihre ersten Auftritte in Riga absolviert hatte, war aber ebenfalls blind: Das starke Scheinwerferlicht hatte schon vor Jahren seine Augen geschädigt. Als Ross und Reiterin in der Arena die Orientierung verloren, kam es zu einem Sturz und Jenny von Rahden fiel ins Koma. Csárdás wurde erschossen, das übrige Arbeitsmaterial verkauft und Jenny von Rahden zog nach Paris, wo sie bald verarmte. Um 1902 veröffentlichte sie ihre Lebensgeschichte, in der sie ein bitteres Resümee zog.
Doch einige Jahre nach dem Unglück in Nizza startete Jenny von Rahden unter dem Namen Eugenie Weiß – ihrem Geburtsnamen – eine zweite Karriere. Diesmal trat sie als Sängerin auf. Berichtet wird über einen großen Erfolg im Jahr 1906 in Paris, doch scheint es in den nachfolgenden Jahren still um Jenny von Rahden geworden zu sein. Sie starb im Juni 1921 in Neuilly-sur-Seine und wurde auf dem Friedhof Père-Lachaise beigesetzt.

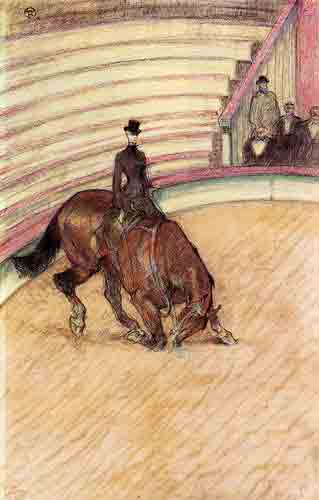
Zirkuszeichnung von Henri de Toulouse-Lautrec aus dem Jahr 1899

Laut Richard Hooper war Jenny von Rahden das Urbild von sieben Bildern, die Henri de Toulouse-Lautrec 1899 aus dem Gedächtnis zeichnete und die eine Reiterin im Damensitz zeigen.